# یونیون بانک اسرائیل
یونیون بانک اسرائیل (عبری: בנק אגוד לישראל‎) شرکت خدمات مالی و بانکداری اسرائیلی است، که در سال ۱۹۵۱ تأسیس شد.